# Xerxes I

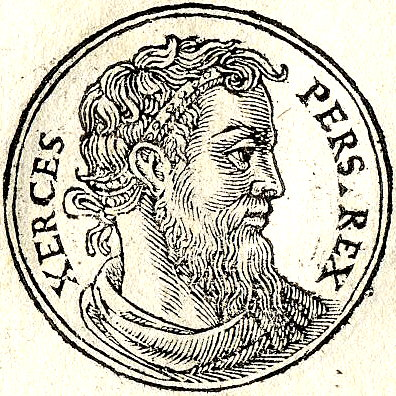
Xerxes, Regele Persiei, portret de Guillaume Rouille (1553 d.Hr.)

Xerxes I (Khșayareș, scriere persană modernă: خشایارشاه), fiul lui Darius cel Mare și al Atossei, s-a născut în jurul anului 520 î.Hr.. Domnea peste o sută douăzeci și șapte de țări, de la India până în Etiopia. Devenit suveran al Imperiului Persan în 486 î.Hr., la moartea tatălui său, Darius I, a reprimat cu brutalitate răscoalele din Egipt (486 î.Hr.) și Babilon (482 î.Hr.). În 480 î.Hr. a pornit într-o expediție (a doua invazie persană) care urmărea cucerirea Greciei antice.
Armata sa, care după unele surse contemporane lui număra aproape două milioane de oameni, a forțat cu pierderi grele trecerea prin defileul Termopile apărat de trei sute de spartani („Cei trei sute”) conduși de Leonidas, regele Spartei, apoi a transformat Atena, părăsită de locuitori, în ruine. Înfrânt în Bătălia de la Salamina, și-a părăsit armata, care în anul următor a fost zdrobită la Plateea (479) și s-a retras în Asia, unde mai târziu a murit asasinat (465 î.Hr.).
Xerxes a fost identificat cu regele fictiv Ahașveroș în Cartea Esterei. Acea carte este considerată pe larg drept fictivă.

## Anecdotă (dupăHerodot)
În timpul traversării strâmtorii Hellespont (Dardanele), Xerxes a ordonat ca marea să fie pedepsită cu 300 de lovituri de bici și să fie blestemată, pentru că o furtună întârziase îmbarcarea spre Europa.

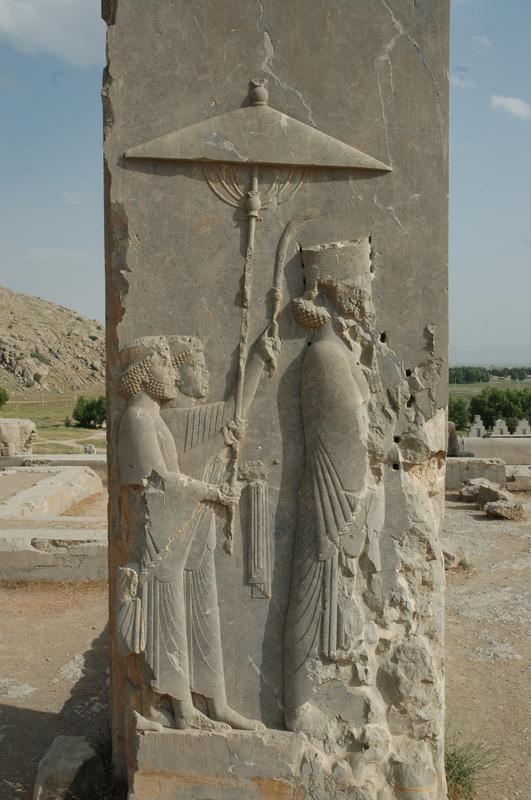
Basorelief reprezentându-l pe Xerxes, la o poartă a palatului său din Persepolis